# Хуан Карлос Франко
Хуан Карлос Франко (ісп. Juan Carlos Franco, нар. 17 квітня 1973) — парагвайський футболіст, що грав на позиції півзахисника.
Виступав усю кар'єру за «Олімпію» (Асунсьйон), а також національну збірну Парагваю, з якою був учасником чемпіонату світу 2002 року.

## Клубна кар'єра
Всю свою кар'єру Хуан Карлос провів у клубі «Олімпія». У складі команди він провів 14 сезонів. Франко є одним з найуспішніших парагвайських футболістів на клубному рівні. Він став шестиразовим чемпіоном Парагваю, а також виграв Кубок Лібертадорес і Рекопу Південної Америки. У 2005 році Хуан Карлос завершив кар'єру професійного футболіста.

## Виступи за збірну
1997 року дебютував в офіційних матчах у складі національної збірної Парагваю. 
У складі збірної був учасником чемпіонату світу 2002 року в Японії і Південній Кореї. На турнірі він був запасним футболістом, але взяв участь в матчах проти збірних ПАР та Словенії, з'явившись на полі у кінці зустрічей.
Після «мундіалю» за збірну більше не грав. Всього протягом кар'єри у національній команді, яка тривала 6 років, провів у формі головної команди країни лише 4 матчі.

## Титули та досягнення
- Чемпіон Парагваю (6): 1993, 1995, 1997, 1998, 1999, 2000
- Кубок Лібертадорес (1): 2002
- Рекопа Південної Америки: 2003